# Vignes (Pyrénées-Atlantiques)
Pour les articles homonymes, voir Vignes.
Vignes (en béarnais Vinhas ou Bignes) est une commune française située dans le département des Pyrénées-Atlantiques, en région Nouvelle-Aquitaine.
Le gentilé est Vignois.

## Géographie

### Localisation
La commune de Vignes se trouve dans le département des Pyrénées-Atlantiques, en région Nouvelle-Aquitaine.
Elle se situe à 31 km par la route de Pau, préfecture du département, et à 25 km d'Artix, bureau centralisateur du canton d'Artix et Pays de Soubestre dont dépend la commune depuis 2015 pour les élections départementales. 
La commune fait en outre partie du bassin de vie d'Arzacq-Arraziguet.
Les communes les plus proches sont : 
Arzacq-Arraziguet (1,1 km), Méracq (2,8 km), Louvigny (2,9 km), Mialos (3,5 km), Poursiugues-Boucoue (3,8 km), Coublucq (3,9 km), Cabidos (4,5 km), Pouliacq (4,6 km).
Sur le plan historique et culturel, Vignes fait partie de la province du Béarn, qui fut également un État et qui présente une unité historique et culturelle à laquelle s’oppose une diversité frappante de paysages au relief tourmenté.

### Communes limitrophes
Les communes limitrophes sont  Arzacq-Arraziguet, Coublucq, Louvigny, Mialos, Méracq et Poursiugues-Boucoue.
|                   | Poursiugues-Boucoue | Coublucq |
| Arzacq-Arraziguet | Vignes              | Méracq   |
| Louvigny          | Mialos              |          |

### Hydrographie

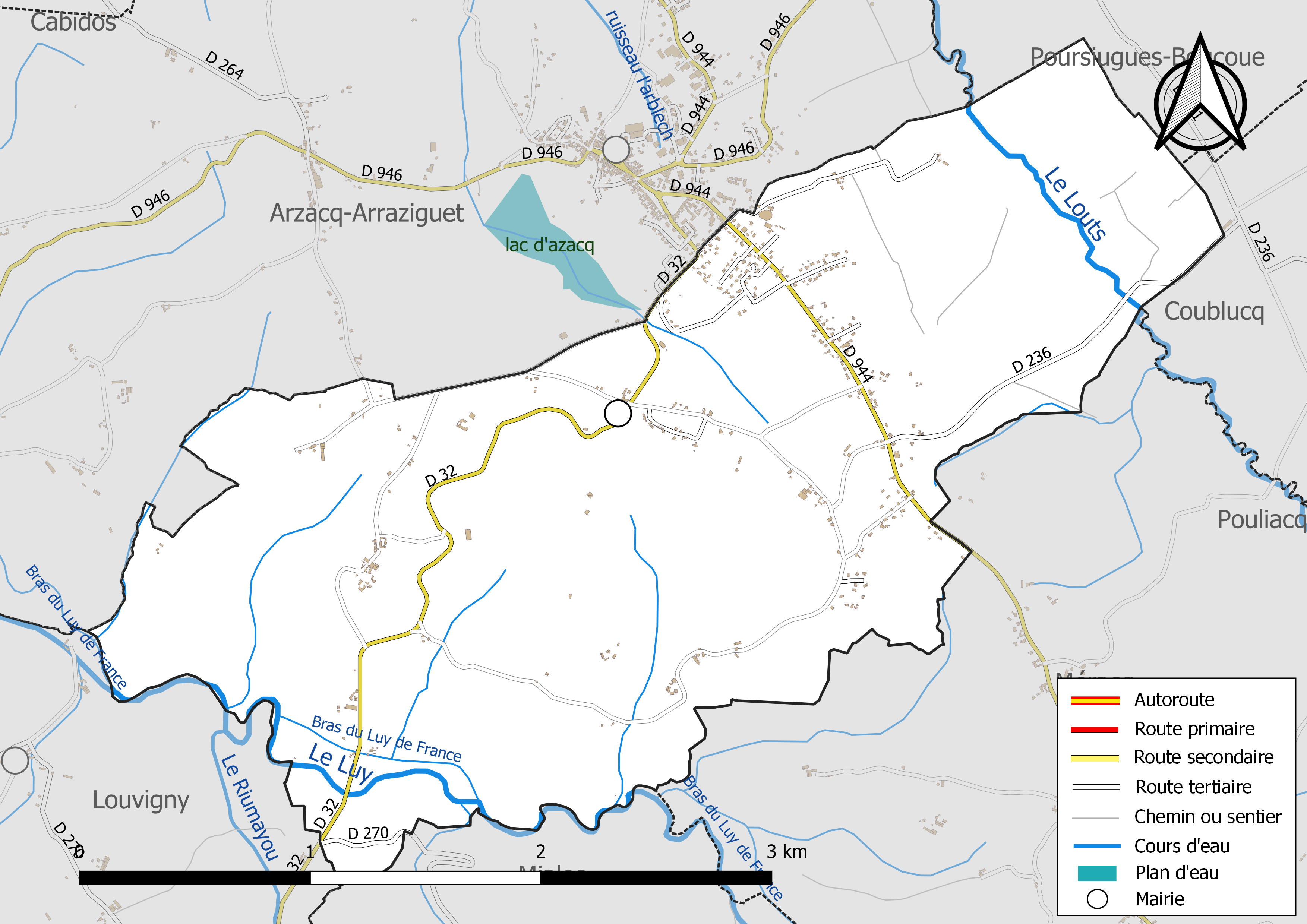
Réseaux hydrographique et routier de Vignes.

La commune est drainée par le Luy, le Louts, un bras du Luy de France, et par divers petits cours d'eau, constituant un réseau hydrographique de 10 km de longueur totale,.
Le Luy, d'une longueur totale de 154,5 km, prend sa source dans la commune d'Espoey et s'écoule d'est en ouest. Il traverse la commune et se jette dans l'Adour à Rivière-Saas-et-Gourby, après avoir traversé 65 communes.
Le Louts, d'une longueur totale de 85,7 km, prend sa source dans la commune de Thèze et s'écoule d'est en ouest. Il traverse la commune et se jette dans l'Adour à Téthieu, après avoir traversé 33 communes.

### Climat
Pour des articles plus généraux, voir Climat de la Nouvelle-Aquitaine et Climat des Pyrénées-Atlantiques.
Historiquement, la commune est exposée à un climat de montagne.  
En 2020, Météo-France publie une typologie des climats de la France métropolitaine dans laquelle la commune est dans une zone de transition entre le climat océanique et le climat de montagne et est dans la région climatique Pyrénées atlantiques, caractérisée par une pluviométrie élevée (>1 200 mm/an) en toutes saisons, des hivers très doux (7,5 °C en plaine) et des vents faibles.
Pour la période 1971-2000, la température annuelle moyenne est de 13,3 °C, avec une amplitude thermique annuelle de 14,5 °C. Le cumul annuel moyen de précipitations est de 1 127 mm, avec 11,5 jours de précipitations en janvier et 8 jours en juillet. Pour la période 1991-2020, la température moyenne annuelle observée sur la station météorologique la plus proche, située sur la commune de Pomps à 11 km à vol d'oiseau, est de 14,1 °C et le cumul annuel moyen de précipitations est de 1 062,2 mm,. Pour l'avenir, les paramètres climatiques de la commune estimés pour 2050 selon différents scénarios d’émission de gaz à effet de serre sont consultables sur un site dédié publié par Météo-France en novembre 2022.

### Milieux naturels et biodiversité
Aucun espace naturel présentant un intérêt patrimonial n'est recensé sur la commune dans l'inventaire national du patrimoine naturel,,.

## Urbanisme

### Typologie
Au 1er janvier 2024, Vignes est catégorisée commune rurale à habitat dispersé, selon la nouvelle grille communale de densité à sept niveaux définie par l'Insee en 2022.
Elle est située hors unité urbaine. Par ailleurs la commune fait partie de l'aire d'attraction de Pau, dont elle est une commune de la couronne,. Cette aire, qui regroupe 227 communes, est catégorisée dans les aires de 200 000 à moins de 700 000 habitants,.

### Occupation des sols

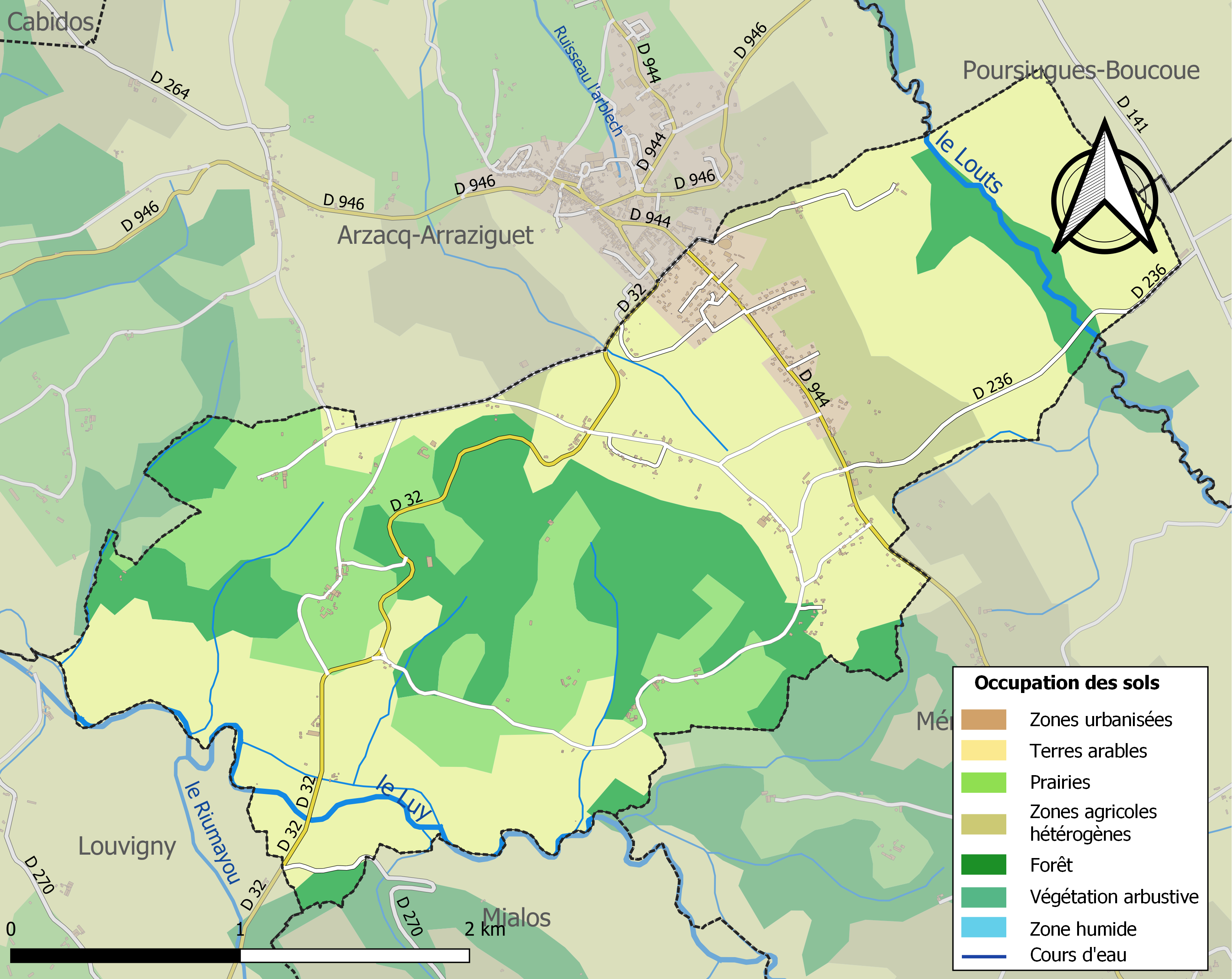
Carte des infrastructures et de l'occupation des sols de la commune en 2018 (CLC).

L'occupation des sols de la commune, telle qu'elle ressort de la base de données européenne d’occupation biophysique des sols Corine Land Cover (CLC), est marquée par l'importance des territoires agricoles (74 % en 2018), une proportion sensiblement équivalente à celle de 1990 (73,9 %). La répartition détaillée en 2018 est la suivante : 
terres arables (49,3 %), forêts (22,8 %), prairies (18,1 %), zones agricoles hétérogènes (6,6 %), zones urbanisées (3,2 %). L'évolution de l’occupation des sols de la commune et de ses infrastructures peut être observée sur les différentes représentations cartographiques du territoire : la carte de Cassini (XVIIIe siècle), la carte d'état-major (1820-1866) et les cartes ou photos aériennes de l'IGN pour la période actuelle (1950 à aujourd'hui).

### Lieux-dits et hameaux
- Église ;
- Grand-Route ;
- Labaquère ;
- Lacarrère ;
- Lahon ;
- Lapause ;
- Larrouzé ;
- Longy ;
- Nabailh ;
- Plaa.

### Voies de communication et transports
La commune est desservie par les routes départementales D 32, D 236 et D 944.

### Risques majeurs
Le territoire de la commune de Vignes est vulnérable à différents aléas naturels : météorologiques (tempête, orage, neige, grand froid, canicule ou sécheresse), inondations et séisme (sismicité modérée). Il est également exposé à deux risques technologiques,  le transport de matières dangereuses et la rupture d'un barrage. Un site publié par le BRGM permet d'évaluer simplement et rapidement les risques d'un bien localisé soit par son adresse soit par le numéro de sa parcelle.

#### Risques naturels
Certaines parties du territoire communal sont susceptibles d’être affectées par le risque d’inondation par une crue à  débordement lent de cours d'eau, notamment le Louts et le Luy. La commune a été reconnue en état de catastrophe naturelle au titre des dommages causés par les inondations et coulées de boue survenues en 1982, 1983, 2009, 2018 et 2021,.

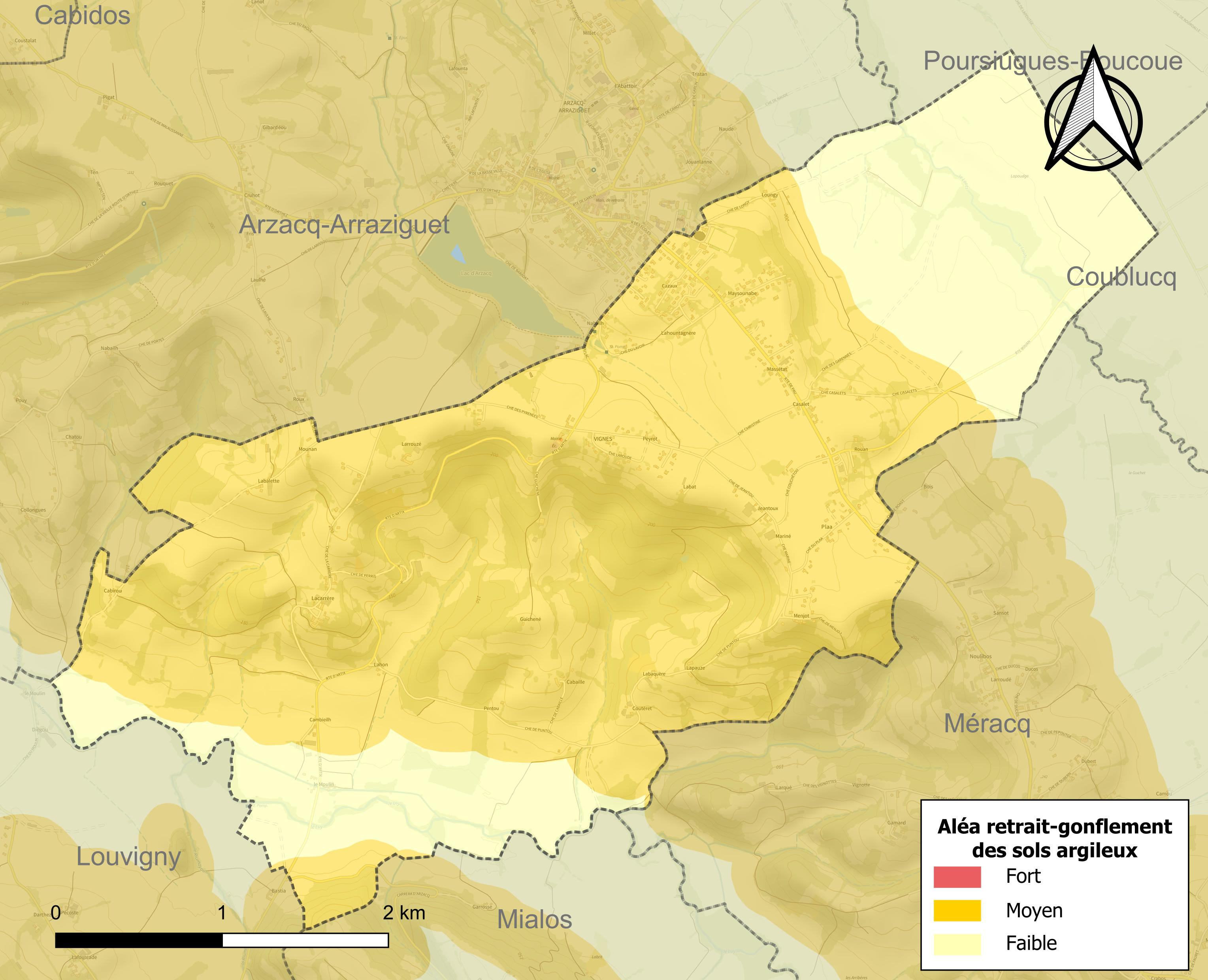
Carte des zones d'aléa retrait-gonflement des sols argileux de Vignes.

Le retrait-gonflement des sols argileux est susceptible d'engendrer des dommages importants aux bâtiments en cas d’alternance de périodes de sécheresse et de pluie. 73,4 % de la superficie communale est en aléa moyen ou fort (59 % au niveau départemental et 48,5 % au niveau national). Depuis le 1er octobre 2020, en application de la loi ELAN, différentes contraintes s'imposent aux vendeurs, maîtres d'ouvrages ou constructeurs de biens situés dans une zone classée en aléa moyen ou fort,.

#### Risque technologique
La commune est en outre située en aval de barrages de classe A. À ce titre elle est susceptible d’être touchée par l’onde de submersion consécutive à la rupture de cet ouvrage.

## Toponymie
Le toponyme Vignes apparaît sous les formes 
Binhe (1379)
Vinhes (1385, censier de Béarn) et 
Binhes (1513, notaires de Garos).
Son nom béarnais est Vinhas ou Bignes.
Du latin vinea, ce toponyme ne pose aucun problème de compréhension, le nh occitan se prononce comme le gn en français.

## Histoire
Paul Raymond note qu'en 1385 Vignes dépendait du bailliage de Pau et comptait 25 feux.
Paroisse dont l'existence est attestée en 1385, la paroisse  de Vignes constitue jusqu'à la fin de l'Ancien Régime une enclave du Béarn à l'intérieur de la vicomté de Louvigny. Elle est desservie par le curé d'Arzacq voisine et patronné à la fin du XVIIIe siècle par les ducs de Gramont.
Vers 1620, la seigneurie de Vignes, près Arzacq, appartenait à Jean de Saint-Guily, bourgeois de Pau.
Le 14 septembre 2007, le centre-bourg rénové a été inauguré en présence de Marc Cabane, préfet des Pyrénées-Atlantiques, de Jean-Jacques Lasserre, président du conseil général, de Bernard Dupont, conseiller général et de Christian Lescoulié, maire.

## Politique et administration
| Période                                  | Période  | Identité            | Étiquette | Qualité |
| ---------------------------------------- | -------- | ------------------- | --------- | ------- |
| 1995                                     | 2008     | Christian Lescoulie |           |         |
| 2008                                     | 2014     | Christian Lescoulie | DVG       |         |
| 2014                                     | 2020     | Christian Lescoulie | DVG       |         |
| 2020                                     | En cours | Gilles Picard       |           |         |
| Les données manquantes sont à compléter. |          |                     |           |         |

Liste des maires (1800-1898):
- BETHEDER LARROZE Bernard 1800-1803
- LABARTHE Jean 1808-1814
- CORBUN Bernard 1817-1819
- LASMARIGUES Bernardin 1821-1837
- DOMERCQ Jacques 1838-1847
- DESCOMPTS dit TARDAN 1849-1864
- LASMARIGUES Jacques 1865-1886
- LOUBIX Jean 1888-1891
- LASMARIGUES Jacques 1892-1896
- DUCLOS Jean 1896-1898

### Intercommunalité
Vignes appartient à trois structures intercommunales :
- la communauté de communes des Luys en Béarn ;
- le syndicat AEP d'Arzacq ;
- le syndicat d'énergie des Pyrénées-Atlantiques.

## Population et société

### Démographie
L'évolution du nombre d'habitants est connue à travers les recensements de la population effectués dans la commune depuis 1793. Pour les communes de moins de 10 000 habitants, une enquête de recensement portant sur toute la population est réalisée tous les cinq ans, les populations de référence des années intermédiaires étant quant à elles estimées par interpolation ou extrapolation. Pour la commune, le premier recensement exhaustif entrant dans le cadre du nouveau dispositif a été réalisé en 2008.

En 2022, la commune comptait 456 habitants, en évolution de +6,54 % par rapport à 2016 (Pyrénées-Atlantiques : +3,78 %, France hors Mayotte : +2,11 %).
| 1793 | 1800 | 1806 | 1821 | 1831 | 1836 | 1841 | 1846 | 1851 |
| ---- | ---- | ---- | ---- | ---- | ---- | ---- | ---- | ---- |
| 407  | 406  | 423  | 465  | 514  | 477  | 459  | 462  | 470  |

| 1856 | 1861 | 1866 | 1872 | 1876 | 1881 | 1886 | 1891 | 1896 |
| ---- | ---- | ---- | ---- | ---- | ---- | ---- | ---- | ---- |
| 438  | 404  | 392  | 381  | 354  | 354  | 309  | 336  | 295  |

| 1901 | 1906 | 1911 | 1921 | 1926 | 1931 | 1936 | 1946 | 1954 |
| ---- | ---- | ---- | ---- | ---- | ---- | ---- | ---- | ---- |
| 271  | 282  | 291  | 247  | 232  | 230  | 217  | 216  | 216  |

| 1962 | 1968 | 1975 | 1982 | 1990 | 1999 | 2006 | 2008 | 2013 |
| ---- | ---- | ---- | ---- | ---- | ---- | ---- | ---- | ---- |
| 236  | 263  | 337  | 349  | 361  | 341  | 396  | 412  | 408  |

| 2018 | 2022 | - | - | - | - | - | - | - |
| ---- | ---- | - | - | - | - | - | - | - |
| 454  | 456  | - | - | - | - | - | - | - |

## Culture locale et patrimoine

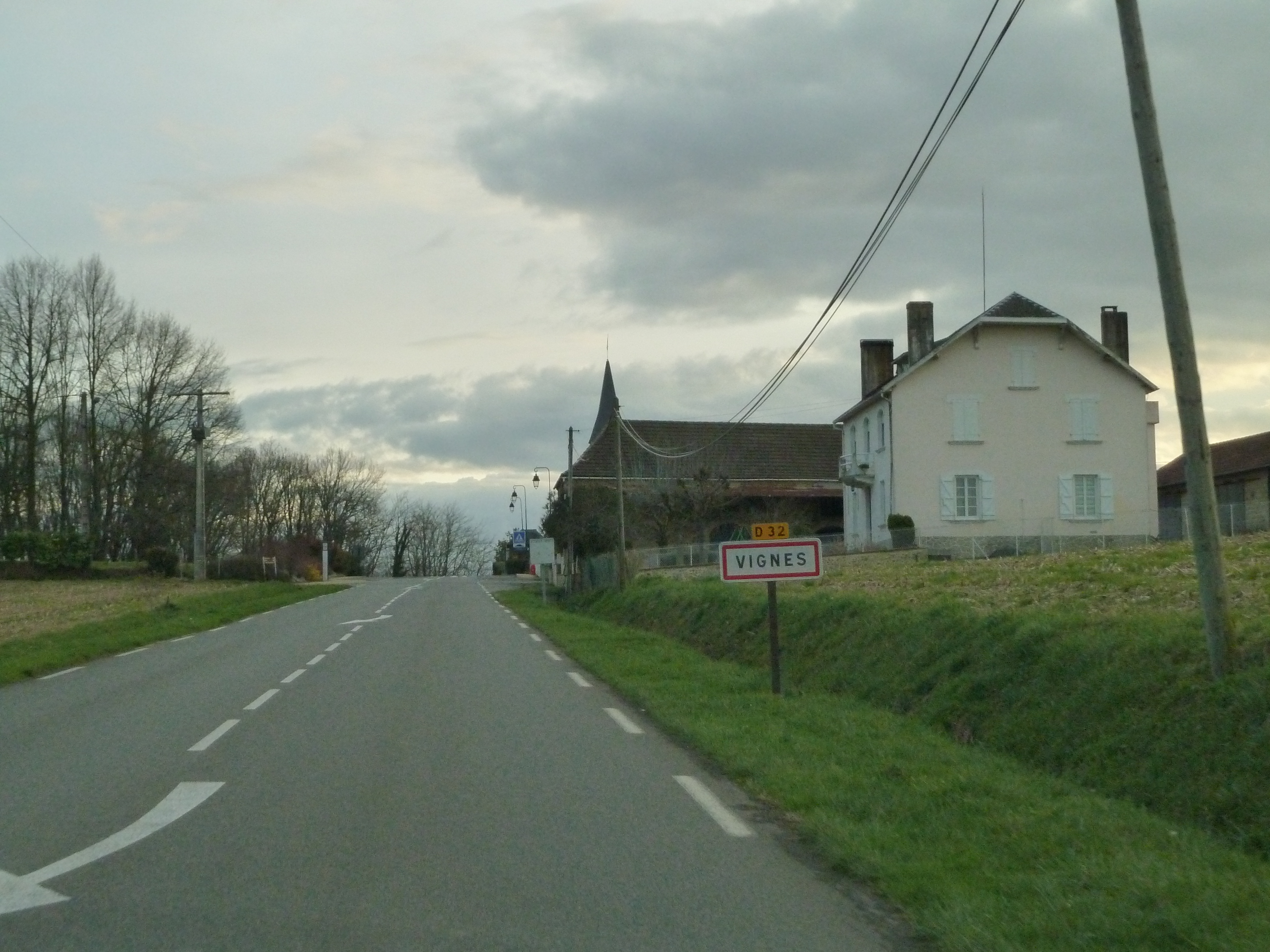
Entrée dans Vignes.
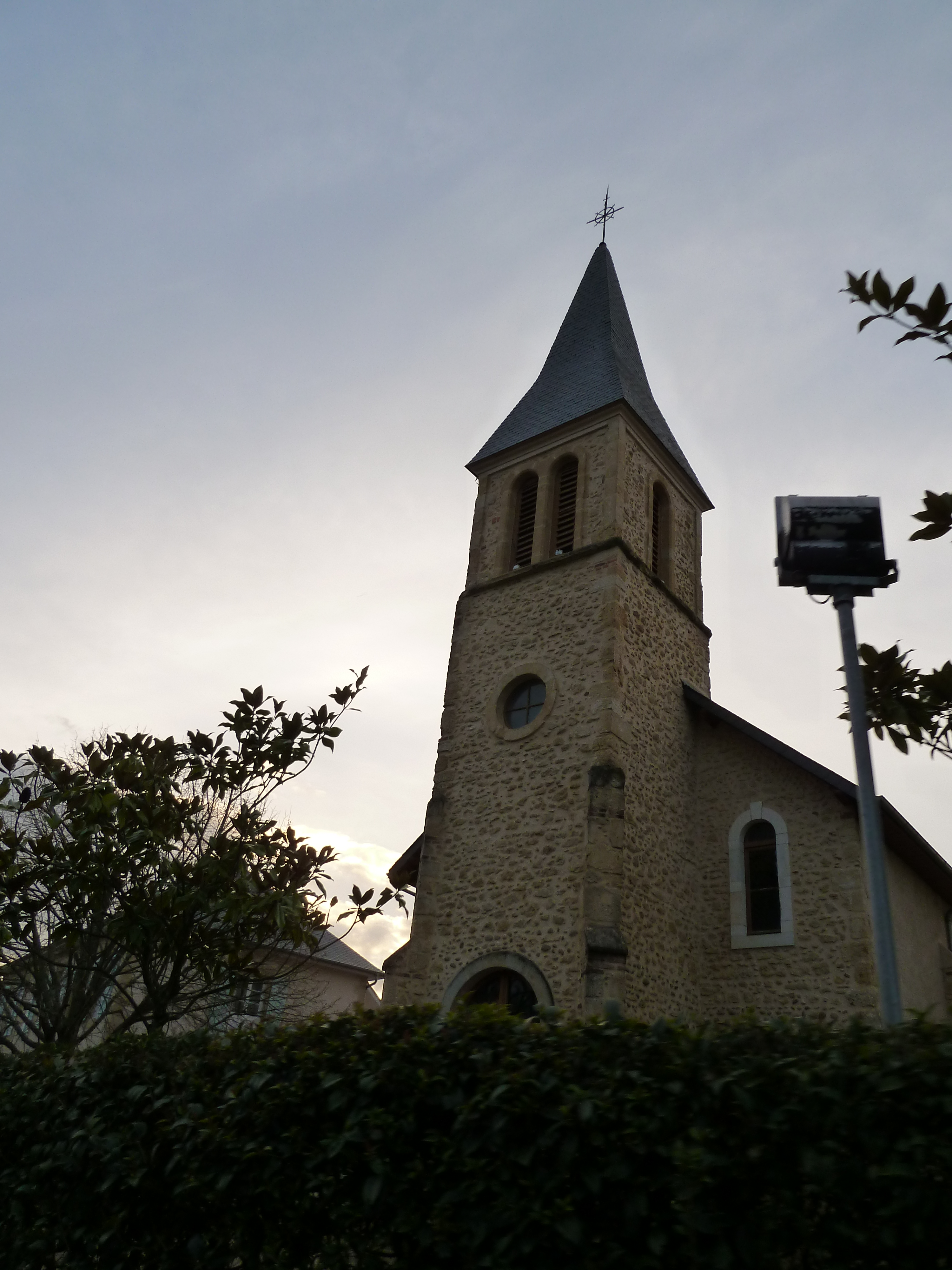
L'église Assomption-de-la-Bienheureuse-Vierge-Marie.

### Patrimoine civil
Le noyau initial qui comportait  église, basse-cour, motte et fossé, au lieu-dit Lacarrère, date du Xe siècle.
Vignes possède également des fermes des XVIe, XVIIe, XVIIIe et XIXe siècles. Le lavoir du lieu-dit Nabailh (XIXe siècle) tout comme la maison de maître du lieu-dit Larrouzé (XVIIIe et XIXe siècles).
C'est également sur son territoire que l'on trouve les Arènes du Soubestre, propriété de la communauté de communes du canton d'Arzacq dont la reconstruction a été achevée en 2006.

### Patrimoine religieux
L'église Assomption-de-la-Bienheureuse-Vierge-Marie, fut reconstruite vers 1910, à la suite du déplacement de la mairie et du centre du village du lieu-dit Lacarrère le long de la route départementale qui venait d'être aménagée (actuellement D 944),.
Liste des vicaires (1737-1789) :
- Laforcade 1737-1738 ;
- Tapie 1741-1746 ;
- Touya 1748-1758 ;
- Castetz 1760-1761 ;
- Texier 1762-1763 ;
- Couze/Gouze 1764-1768 ;
- Lartique 1774-1786 ;
- Latorte 1788-1789.

## Équipements
Éducation
La commune dispose d'une école primaire.
Communication
Depuis novembre 2006, la commune dispose de l'antenne de la cyber-base des 2 Luys, financée avec le concours de la communauté de communes du canton d'Arzacq, le conseil général des Pyrénées-Atlantiques et la Caisse des Dépôts et des Consignations.